# Carol J. Adams
Carol J. Adams (Nueva York, 1951) es una escritora feminista y activista por los derechos de los animales estadounidense. Es la autora de varios libros, ente ellos figuran La política sexual de la carne (1990) y The Pornography of Meat («La pornografía de la carne», 2004); en ellos, la autora se centra en las relaciones existentes entre la opresión de la mujer y de aquella de los animales no humanos.
Adams ha publicado alrededor de 100 artículos o entradas en revistas, libros, revistas, y enciclopedias en vegetarianismo, derechos animales, violencia doméstica y abuso sexual. Fue incluida al Salón de la fama de los derechos animales en 2011.

## Carrera

### Una Teoría Feminista y Crítica Vegetariana
Carol J. Adams es la autora de varios libros que exploran la relación entre la opresión de las mujeres en nuestra sociedad y la explotación animal. Los valores patriarcales y el consumo de carne están relacionados por una mitología de la "masculinidad". Adams introduce el concepto de "referente ausente". Detrás de cada plato de carne hay una ausencia: la muerte del animal. La función del referente ausente es mantener nuestra "carne" separada de la idea de que ella o él en nuestro plato fueron una vez un individuo que quería vivir. Es mantener lejos la idea de que esa carne era un alguien y no un algo.
El referente ausente funciona de igual manera en la opresión hacia la mujer y otros grupos desfavorecidos. En nuestra cultura se cosifica a la mujer convirtiéndola en un objeto sexual reduciéndola a un "algo" en vez de alguien que merece respeto. Esta relación entre explotación animal y la cultura patriarcal hace que a menudo los términos que se usan para designar las partes de animales para consumo sean intercambiables con las partes del cuerpo femenino.
La opresión requiere violencia. Carol Adams expone que esta violencia normalmente implica tres cosas: cosificación, de tal modo que el individuo es percibido como un objeto en vez de como un ser con intereses; fragmentación o despiece, las partes separadas del individuo pasan a tener autonomía (pata, pechuga...); y finalmente consumo -tanto consumo literal de los animales no humanos o consumo de la mujer fragmentada mediante la pornografía, la prostitución, la violación, el maltrato.

### Otros trabajos
Es la autora de varios otros libros, incluyendo Viviendo Entre Carne Eaters: el manual de Supervivencia del Vegetariano. Este libro aconseja a vegetarianos para preguntar si están en paz con su propio vegetarianismo y proporciona habilidades de comunicación para evitar abuso mientras cenando con amigos que comen carne, familia, y coworkers quiénes pueden ser hostiles. Su libro La Pornografía de Carne explora su tesis donde la cultura de Estados Unidos abusa de mujeres y carne por analizar su imaginería verbal y visual.

## Publicaciones
- The Sexual Politics of Meat: A Feminist-Vegetarian Critical Theory. Nueva York: Continuum, 1990. ISBN 0-8264-0455-3. [Trad. esp.: La política sexual de la carne: una teoría crítica feminista vegetariana. Ochodoscuatro Ediciones, 2016. ISBN 9788494622304].
- Ecofeminism and the Sacred. Continuum, 1993. ISBN 0-8264-0586-X.
- Neither Man nor Beast: Feminism and the Defense of Animals. Continuum, 1994. ISBN 0-8264-0670-X.
- Woman-Battering: Creative Pastoral Care and Counseling Series. Fortress Press, 1994. ISBN 0-8006-2785-7.
- Con Marie M. Fortune. Violence Against Women and Children: A Christian Theological Sourcebook. Continuum, 1995.
- Con Josephine Donovan. Animals and Women: Feminist Theoretical Explorations. Duke University Press, 1995. ISBN 0-8223-1667-6.
- The Inner Art of Vegetarianism: Spiritual Practices for Body and Soul. Lantern Books, 2000. ISBN 1-930051-13-1.
- Journey to Gameland: How to Make a Board Game from Your Favorite Children's Book. Lantern Books, 2001. ISBN 1-930051-51-4.
- Con Howard Williams. The Ethics of Diet: A Catena of Authorities Deprecatory of the Practice of Flesh-Eating. University of Illinois Press, 2003. ISBN 0-252-07130-1.
- «Bitch, Chick, Cow: Women's and (Other) Animals' Rights». En Morgan, Robin, ed. Sisterhood is Forever: The Women's Anthology for a New Millennium. Washington Square Press, 2003. ISBN 0-7434-6627-6.
- Help! My Child Stopped Eating Meat!: An A-Z Guide to Surviving a Conflict in Diets. Continuum, 2004. ISBN 0-8264-1583-0.
- The Pornography of Meat. Continuum, 2004. ISBN 0-8264-1646-2.
- Prayers for Animals. Continuum, 2004. ISBN 0-8264-1651-9.
- God Listens When You're Sad: Prayers When Your Animal Friend is Sick or Dies. Pilgrim Press, 2005. ISBN 0-8298-1667-4.
- God Listens to Your Love : Prayers for Living with Animal Friends. Pilgrim Press, 2005. ISBN 0-8298-1665-8.
- God Listens to Your Care : Prayers for All the Animals of the World. Pilgrim Press, 2006. ISBN 0-8298-1666-6.
- Con Douglas Buchanan y Kelly Gesch. Bedside, Bathtub and Armchair Companion to Frankenstein. Continuum, 2007. ISBN 0-8264-1824-4.
- The Feminist Care Tradition in Animal Ethics: A Reader. Columbia University Press, 2007. Editado por Carol J. Adams y Josephine Donovan. ISBN 978-0-231-14038-6.
- How to Eat Like a Vegetarian Even If You Never Want to Be One: More Than 250 Shortcuts, Strategies, and Simple Solutions. Lantern Books, 2008. ISBN  978-1-59056-137-9.
- Living Among Meat Eaters: The Vegetarians' Survival Handbook. Lantern Books, 2008. ISBN 978-1-59056-116-4.
- Prefacio para la antología de Lisa Kemmerer Sister Species: Women, Animals, and Social Justice. University of Illinois Press, 2011. ISBN 978-0-252-07811-8
- Prefacio para Wright, Laura. The Vegan Studies Project. University of Georgia Press, 2015. ISBN 0820348562.